# 宫本恒靖
宫本恒靖（1977年2月7日—），已退役日本足球运动员，司职后卫，現任日職球隊大阪飛腳主教練，前日本國家足球隊隊長。

## 俱樂部生涯
宫本恒靖出生在大阪府富田林市，初中时就在关西地区被选拔，小时候就有足球天赋，同时他的学习也十分优秀。
其后宫本被学校推荐进入同志社大学经济系，同时他也成了一名职业球员。
1995年，宫本恒靖首次通过大学比赛，入选了日职球队大阪飞脚，6月24日迎来了自己的第一场日职联赛比赛。1997年他正式成为大阪飞脚的主力球员，后成为球队队长并率队夺得了队史首冠。
宫本恒靖身高只有1米76，但他善于控制和协调后防线。两年前，他曾以自由球员的身份加盟西汉姆联，成为首名登陆英格兰超级联赛的日本外援。后来因为他缺少大赛经验，无法适应英超的比赛而作罢。
在当地时间本周三，大阪飞脚证实，本队的日本国家队后卫宫本恒靖已经决定加盟奥甲球队萨尔斯堡红牛。
2009年1月回国，以中泽佑二替身的方式加盟了神户胜利船 。
2011年他宣布退役，2015年起他开始成为大阪飞腳的青训教練。

## 國家隊生涯
2000年6月18日，宫本恒靖首次代表日本国家队出场，以2-0击败了玻利维亚 。
他是日本勇夺1999年世青赛亚军的功臣。2000年，他参加了悉尼奥运会的足球比赛。
宫本恒靖在2002年世界杯上与俄罗斯的比赛中宫本恒靖表现出色，取代森冈隆三成为日本队防线核心主力成员。

## 教練生涯
前日本国家队主力、目前正执教大阪飞脚U-13的宫本恒靖21日表明自己下赛季将会就任青年队主教练一职。
2018年7月，大阪飞脚官方宣布球队主帅库尔皮离任，U23主帅宫本恒靖出任一线队主教练。
日职联赛官方宣布，主帅宫本恒靖当选2020年10月联赛的最佳主帅。

## 個人生活
由于祖父和母亲都是英文教师，宫本恒靖可以用流利的英语和法语与外国人交流，这使得他可以和法国籍日本队主教练菲利普·特鲁西埃沟通。
2012年开始修学了市场营销、俱乐部经营、法律以及历史等等，还入学FIFA Master，在2013年7月毕业。2014年1月开始就任日职联盟特任理事。
2022年3月進入日本足協，司職理事，2023年2月起擔任專務理事。2024年3月23日，日本足協在東京召開理事會和董事會會議，現任日本足協主席田嶋幸三正式卸任，由現年47歲的前日本國家隊隊長宮本恒靖正式成為新一任足協主席。

## 獎項

### 個人
- 日本职业足球联赛赛季最佳阵容 （2004年）

### 球隊
- 日本职业足球联赛冠军 （2005年大阪飛腳）

### 國家隊
- 亞洲盃冠軍 (2004年)

## 外部連結
- 宫本恒靖 – FIFA國際賽競賽紀錄 (存檔)（英文）
- 「宮本恒靖公式サイト」（页面存档备份，存于）
- 「MIYAMOTO FUTSAL PARK」（页面存档备份，存于） - 宮本プロデュースによるフットサル施設
- 「宮本恒靖オフィシャル」[] - 公式モバイルサイト
- from FIFAマスター（宮本恒靖）（页面存档备份，存于） - 日経新聞電子版連載コラム
- 日本職業足球聯賽中的宫本恒靖 （日語）
- J联赛中的宫本恒靖（日語）